# Marienstift (Bad Tölz)

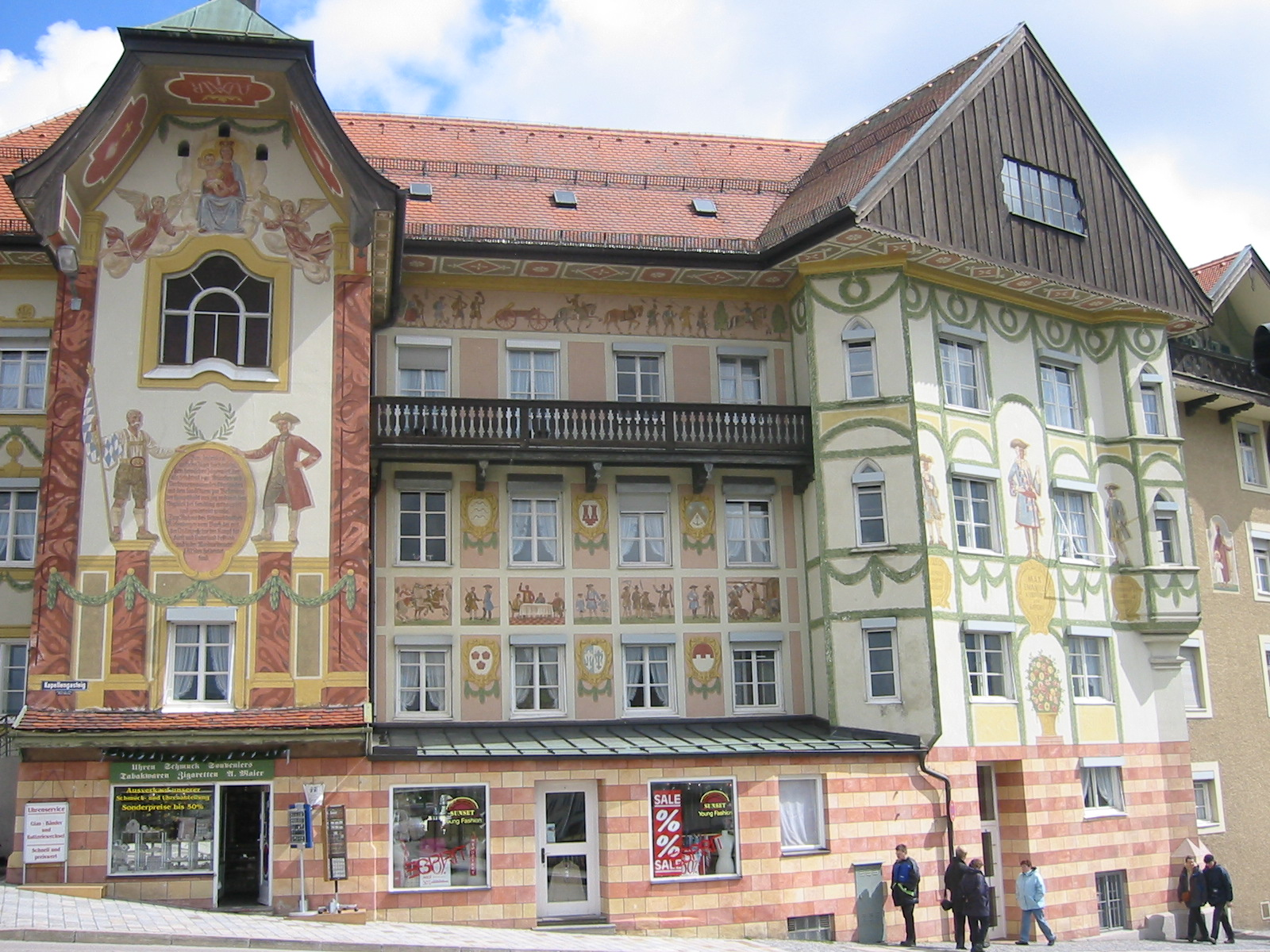
Marienstift von der Isar aus gesehen

Das Marienstift oder Kruglederer-Haus ist ein historisches Gebäude in der Altstadt von Bad Tölz in Oberbayern. Es bildet den südlichen unteren Abschluss der Marktplatzbebauung und prägt mit seiner markant bemalten Westfassade den Blick von Isar und Isarbrücke auf die Tölzer Altstadt. 

## Geschichte und Beschreibung
An der Stelle des heutigen Gebäudes in der Marktstraße 2 befand sich um 1475 die Weinwirtschaft „Zum Krug“, um 1577 das Bräuhaus Kruglederer und ab 1750 eine Rotgerberei. 1816 wurde der spätere Parlamentsabgeordnete und Historiker Johann Nepomuk Sepp als Sohn eines Färbers im Haus geboren. Ab 1869 ließ Sepps Schwester Anna Barbara Merz, wohlhabende Witwe eines Tölzer Optikers, das Kruglederer-Haus und fünf angrenzende Gebäude zu einem Altenheim umbauen, das als Stift Mariä Opferung am 1. Juli 1892 eröffnet wurde. Im Jahr 1905 erfolgte eine umfassende Umgestaltung nach Plänen von Gabriel von Seidl, bei der auch das zuvor flache Blechdach durch ein Walmdach ersetzt wurde. Außerdem bemalte Carl Wahler die Fassade reichhaltig mit Fresken, unter anderem der Erinnerung an die Sendlinger Mordweihnacht und den Schmied von Kochel gewidmet:

„Zum Andenken an Hans Jäger Höckensohn, dem heroischen Jägerwirt, der als Stadtrat von München und Vertrauensmann des Oberlandes mit dem Landsturm zur Befreiung der Hauptstadt auszog und nach dem Unglück bei Sendling enthauptet und gevierteilt wurde. Zum Ruhme des Schmiedbalthes Riesenberger vom Bach, der mit der Valleyerfahne den Kampf für Fürst und Vaterland bestand und in der Mordweihnacht 1705 den Heldentot fand.“

Das Altenheim wurde bis 2006 als Marienstift betrieben und dann an diesem Standort aufgegeben, weil der baulich unübersichtlich gegliederte Gebäudekomplex nicht mehr den Brandschutzerfordernissen einer Seniorenpflegeeinrichtung entsprach. Die gleichnamige Organisation Marienstift existiert weiter und betreibt an anderer Stelle das Tölzer Pater-Rupert-Mayer-Haus. Das Marienstift selbst ist seit 2007 ein Wohn- und Geschäftshaus. Es ist als Baudenkmal unter Aktennummer D-1-73-112-176 in der Bayerischen Denkmalliste aufgeführt.